# Curteni (okręg Vaslui)
Curteni – wieś w Rumunii, w okręgu Vaslui, w gminie Oltenești. W 2011 roku liczyła 232 mieszkańców.